# 이슬아 (1987년)
이슬아(1987년 5월 21일 ~ )는 대한민국의 배우다.

## 생애
이슬아는 1987년 5월 21일 서울특별시에서 태어났고 우촌초등학교를 거쳐 성신여자중학교를 거쳐 성신여자고등학교를 거쳐 숭의여자대학교을 졸업하였고 2007년 드라마 이산으로 데뷔하였다.

## 학력
- 우촌초등학교 (졸업)
- 성신여자중학교 (졸업)
- 성신여자고등학교 (졸업)
- 숭의여자대학교 경영과 전문학사 (졸업)

## 경력
- 키플링 전속모델

## 광고
- 옵티머스 G Pro

## 뮤직비디오
- 하.니.뿐 (2PM)

## 드라마
| 연도 | 방송사 | 제목            | 역할      | 비고     |
| ---- | ------ | --------------- | --------- | -------- |
| 2007 | MBC    | 이산            | 다모 네모 | 77부작   |
| 2014 | KBS1   | 당신만이 내사랑 | 김향숙    | 특별출연 |
| 2015 | MBC    | 아름다운 당신   | 하정연    | 122부작  |
| 2019 | MBC    | 용왕님 보우하사 | 오귀녀    | 121부작  |
| 2019 | SBS    | 맛 좀 보실래요  | 배유란    | 124부작  |
| 2020 | KBS1   | 누가 뭐래도     | 엄선한    | 120부작  |
| 2023 | KBS2   | 비밀의 여자     | 오세연    | 103부작  |
| 2024 | KBS2   | 미녀와 순정남   |           | 50부작   |

## 영화
| 개봉 연도 | 제목           | 역할 | 비고 |
| --------- | -------------- | ---- | ---- |
| 2025      | 울지 않는 아이 | 다영 |      |

## 예능
| 연도 | 방송사      | 제목         | 출연 | 비고 |
| ---- | ----------- | ------------ | ---- | ---- |
| 2010 | etn연예채널 | 연예스테이션 | MC   |      |